# Ípsilon Carinae
Ípsilon Carinae o Upsilon Carinae (υ Carinae / υ Car) es una estrella de la constelación de Carina de magnitud aparente +2,92. Forma el asterismo de la Cruz del Diamante junto a Miaplacidus (β Carinae), θ Carinae y ω Carinae. Ostenta el oscuro nombre de Vathorz Prior, de origen nórdico antiguo-latino, cuyo significado es «la que precede en la línea de flotación», probablemente en referencia a la línea de flotación del Argo Navis.
Ípsilon Carinae es una estrella binaria situada, de acuerdo a la nueva reducción de los datos de paralaje de Hipparcos, a unos 1440 años luz de distancia del sistema solar.
La componente principal, Ípsilon Carinae A (HD 85123 / HR 3890), es una supergigante blanca de magnitud aparente +3,01 y tipo espectral A8Ib.
Tiene una temperatura efectiva de 7.600 ± 350 K.
Mucho más grande que el Sol, su diámetro es aproximadamente 84 veces más grande que el diámetro solar. Su velocidad de rotación proyectada —siendo este un valor mínimo que depende de la inclinación de su eje de rotación— es de 12 km/s.
La componente secundaria, Ípsilon Carinae B (HD 85124 / HR 3891), es una gigante blanco-azulada de magnitud aparente +6,26 y tipo espectral B7III.
Su temperatura efectiva es de 23.000 ± 1.600 K.
La luminosidad conjunta del sistema es 15.100 veces mayor que la del Sol.
La separación visual entre ambas estrellas es de 5,03 segundos de arco.
El período orbital del sistema es de al menos 19.500 años y la distancia actual entre las dos componentes de aproximadamente 2.000 UA.
Su edad se estima en 12 millones de años.